# John Wingfield
John Wingfield (ur. 30 stycznia 1943 roku w Windsorze, zm. 12 września 1976 roku w Thruxton) – brytyjski kierowca wyścigowy.

## Kariera
Wingfield rozpoczął międzynarodową karierę w wyścigach samochodowych w 1968 roku od startu w klasie P 2.0 24-godzinnego wyścigu Le Mans, którego jednak nie ukończył. W późniejszych latach Brytyjczyk pojawiał się także w stawce Trophée de France Formule 2, Mantorp Park Formula 2 Trophy, Europejskiej Formuły 2, Brytyjskiej Formuły 2, Rothmans 50,000, Brytyjskiej Formuły Atlantic oraz Shellsport International Series.
W Europejskiej Formule 2 Brytyjczyk startował w latach 1970-1973, 1975. Jedynie w sezonie 1972 zdobywał punkty. Z dorobkiem jednego punktu uplasował się na 28 miejscu w końcowej klasyfikacji kierowców.